# Cristian Dell'Orco
Cristian Dell'Orco (Sant'Angelo Lodigiano, 10 de fevereiro de 1994) é um futebolista profissional italiano que atua como defensor. Atualmente defende o Spezia.

## Carreira
Cristian Dell'Orco começou a carreira no Fiorenzuola.